# Rick Blanc
Rick Blanc (* um 1950; † 3. Juli 2010 in Delray Beach, Florida) war ein US-amerikanischer Jazz- und Studiomusiker (Bassposaune).

## Leben und Wirken
Blanc spielte in den frühen 1980er-Jahren in Deutschland bei Peter Herbolzheimers Rhythm Combination & Brass (Big Band Bebop), ab den 1990er-Jahren in den Vereinigten Staaten im Dallas Jazz Orchestra (Plays Dee Barton), in der University of North Texas Two O’Clock Lab Band, in der Bob Curnow Bigband und in der Tim Davies Big Band (Dialmentia). Als Studiomusiker arbeitete er ab den 1970er-Jahren auch mit Donna Summer, Jackie Carter, der Band Mary Prankster und mit dem Lyriker Ernst Jandl (Laut und Luise & Aus der Kürze des Lebens, HatHut Records, 1995).